# Feminismo da diferença
Feminismo da diferença é um termo desenvolvido durante o debate igualdade-versus-diferença no feminismo americano para descrever a visão de que homens e mulheres são diferentes, mas que nenhum julgamento de valor pode ser colocado sobre eles e que ambos os sexos têm status moral igual como pessoas.
A maioria das correntes do feminismo da diferença não argumentava que havia uma ligação biológica, inerente, a-histórica ou de outra forma "essencial" entre a feminilidade e os valores tradicionalmente femininos, hábitos mentais (muitas vezes chamados de "formas de saber") ou traços de personalidade. Essas feministas simplesmente buscavam reconhecer que, no presente, mulheres e homens são significativamente diferentes e explorar as características “femininas” desvalorizadas. Essa variedade de feminismo de diferença também é chamada de "feminismo de gênero".
No entanto, algumas formas de feminismo da diferença – como o feminismo cultural de Mary Daly – argumentam que as mulheres e os seus valores são superiores aos dos homens. Há um debate contínuo sobre se o feminismo de Daly é essencialista.

## História
A visão feminista da "diferença" foi desenvolvida na década de 1980, em parte como uma reação ao popular feminismo liberal (também conhecido como feminismo igualitário), que enfatizava as semelhanças entre mulheres e homens, a fim de defender a igualdade de tratamento para as mulheres. O feminismo da diferença, embora ainda visasse a igualdade entre homens e mulheres, enfatizou as diferenças entre homens e mulheres e argumentou que a identidade ou a semelhança não eram necessárias para que homens e mulheres, e os valores masculinos e femininos, fossem tratados igualmente. O feminismo liberal pretendia tornar a sociedade e a lei neutras em termos de gênero, uma vez que via o reconhecimento da diferença de gênero como uma barreira aos direitos e à participação na democracia liberal, enquanto o feminismo da diferença sustentava que a neutralidade de género prejudicava as mulheres "seja por impeli-las a imitar os homens, por privar a sociedade das suas contribuições distintivas, ou permitindo-lhes participar na sociedade apenas em termos que favoreçam os homens”.
O feminismo da diferença baseou-se em correntes de pensamento do início do século XIX, por exemplo, no trabalho da escritora alemã Elise Oelsner, que sustentava que não só as mulheres deveriam ser permitidas em esferas e instituições anteriormente exclusivamente masculinas (por exemplo, vida pública e ciência), mas que essas instituições também se deve esperar que mude de uma forma que reconheça o valor da ética feminina tradicionalmente desvalorizada, como o cuidado. Sobre este último ponto, muitas feministas releram a frase “feminismo da diferença” de uma forma que pergunta “que diferença faz o feminismo?” (por exemplo, para a prática da ciência) em vez de “que diferenças existem entre homens e mulheres?".
Na década de 1990, as feministas abordaram a lógica binária da igualdade-versus-diferença e avançaram a partir de abordagens pós-modernas e/ou desconstrucionistas que desmantelavam ou não dependiam dessa dicotomia.

## Críticas
Alguns têm argumentado que o pensamento de certas feministas proeminentes da segunda onda, como a psicóloga Carol Gilligan e a teóloga Mary Daly, é essencialista. Na filosofia, o essencialismo é a crença de que "(pelo menos alguns) objetos têm (pelo menos algumas) propriedades essenciais". No caso da política sexual, o essencialismo significa que “mulheres” e “homens” têm essências fixas ou propriedades essenciais (por exemplo, traços comportamentais ou de personalidade) que não podem ser alteradas. No entanto, as interpretações essencialistas de Daly e Gilligan foram questionadas por algumas acadêmicas feministas, que argumentam que as acusações de "essencialismo" são frequentemente usadas mais como termos de abuso do que como críticas teóricas baseadas em evidências, e não refletem com precisão as opiniões de Gilligan ou Daly.

## Na França
Comumente rotulado de "feminismo francês", o trabalho de Hélène Cixous, Luce Irigaray e Julia Kristeva tem sido considerado uma forma de feminismo da diferença. Para essas autoras de afiliação psicanalítica, a busca pela igualdade seria um apagamento falocêntrico das especificidades do corpo feminino. Tal como as diferencialistas americanas, “feministas francesas são regularmente acusadas de essencialismo.”:101